# Мікрометеорологія
Мікрометеорологія — підрозділ метеорології, що розглядає метеорологічні явища малих і надмалих масштабів, як у часі, так і в просторі. Часові рамки обчислюються від секунд до декількох годин, а просторові лежать в межах від кількох метрів до кількох кілометрів. В основі мікрометеорології лежать такі науки як аеродинаміка, теорія турбулентності і термодинаміка, її методами проводяться розрахунки стану атмосфери в локальних точках та оцінки динаміки змін таких параметрів, як швидкість і напрямок вітру, температура, вологість, густина повітря і їх градієнти.
Стосовно до авіаційного та інших видів спорту, які передбачають використання енергії вітру або повітряного простору як середовища для переміщення, мікрометеорологія оцінює рамки безпеки тих чи інших видів діяльності людини в конкретних точках простору. При цьому враховуються і атмосферні явища та ефекти, що виникають при взаємодії атмосфери з поверхнею Землі, енергією сонця та інших джерел вільної енергії. Наприклад, визначаються скоси і зміни сили та напрямку вітру по відношенню до параметрів основної повітряної маси; визначаються точки сходу висхідних термічних потоків, їх структура та градієнт швидкостей, визначаються зони підвищеної турбулентності поблизу поверхні Землі, напрямку і швидкості обертання мікровихрів, як динамічної так і термічної природи тощо.
Найчастіше елементи мікрометеорологічних оцінок використовуються пілотами надлегкої авіації для визначення умов польоту або на точці старту чи посадки, або безпосередньо під час польоту, а також спортсменами вітрильних видів спорту, включаючи кайтинг, віндсерфінг тощо.
Методи мікрометеорології використовуються не тільки в спорті і авіації, але і в господарській діяльності при плануванні будівництва різних об'єктів складної аеродинаміки або в сильно пересіченій місцевості, сільському господарстві для встановлення вітрогенераторів, сонячних панелей, щогл радіозв'язку, планування земель і лісопосадок. Фахівці-мікрометеорологи часто бувають на майданчиках для проведення масштабних шоу та заходів просто неба, щоб забезпечити своєчасне короткострокове прогнозування і попередження метеорологічної обстановки.

## Див. Також
- Мезометеорологія
- Синоптична метеорологія